# Adriana Franco
Adriana Franco (Bogotá, 4 de julio de 1954) es una actriz de teatro y televisión colombiana conocida por sus interpretaciones en Yo soy Betty, la fea, Francisco el matemático y La marca del deseo.

## Filmografía

### Televisión
| Año        | Título                              | Personaje                               | Canal              |
| ---------- | ----------------------------------- | --------------------------------------- | ------------------ |
| 1988       | La posada                           | Grace                                   | Canal Uno          |
| 1990       | El intruso                          |                                         | Canal Uno          |
| 1998- 1999 | La madre                            | Ester                                   | Canal RCN          |
| 1999- 2004 | Francisco el matemático             | Doña Marta Pérez (Madre de Daisy)       | Canal RCN          |
| 1999- 2001 | Yo soy Betty, la fea                | Doña Julia Solano de Pinzón             | Canal RCN          |
| 2000       | La caponera                         | Matilde                                 | Caracol Televisión |
| 2001-2002  | Ecomoda                             | Doña Julia Solano de Pinzón             | Canal RCN          |
| 2003- 2003 | Pasión de gavilanes                 | Doña Audilina                           | Caracol Televisión |
| 2004- 2005 | Juegos prohibidos                   | Gloria de Albarracín                    | Canal RCN          |
| 2005- 2006 | Por amor a Gloria                   | Milagros Sutamarchán de Valbuena        | Caracol Televisión |
| 2007-2008  | La marca del deseo                  | Prudencia                               | Canal RCN          |
| 2007-2008  | Pura sangre                         | Dorotea de Cabal (esposa de José María) | Canal RCN          |
| 2008       | ¿Quién amará a María?               |                                         | Caracol Televisión |
| 2009       | El último matrimonio feliz          | Mamá de Alcides                         | Canal RCN          |
| 2011       | La reina del sur                    | Carmela                                 | Telemundo          |
| 2011       | Confidencial                        | Matilde de Gonzaga                      | Caracol Televisión |
| 2014       | El estilista                        | Missia Vicky                            | Canal RCN          |
| 2016       | La viuda negra 2                    |                                         | UniMas             |
| 2019       | Tormenta de amor                    | Amaranta                                | Canal RCN          |
| 2019       | Enfermeras                          |                                         | Canal RCN          |
| 2024       | Betty, la fea: la historia continúa | Julia Solano de Pinzón                  | Prime Video        |